# Lecudina staurocephali
Lecudina staurocephali is een soort in de taxonomische indeling van de Myzozoa, een stam van microscopische parasitaire dieren. Het organisme komt uit het geslacht Lecudina en behoort tot de familie Lecudinidae. Lecudina staurocephali werd in 1891 ontdekt door Mingazzini.